# Bully-les-Mines
Bully-les-Mines è un comune francese di 12 366 abitanti situato nel dipartimento del Passo di Calais nella regione dell'Alta Francia.

## Società

### Evoluzione demografica
Abitanti censiti